# Melpomene michaelium
Melpomene michaelium är en stensöteväxtart som beskrevs av Lehnert. Melpomene michaelium ingår i släktet Melpomene och familjen Polypodiaceae. Inga underarter finns listade.